# Ozarba exoplaga
Ozarba exoplaga là một loài bướm đêm trong họ Noctuidae.